# 반타얀섬

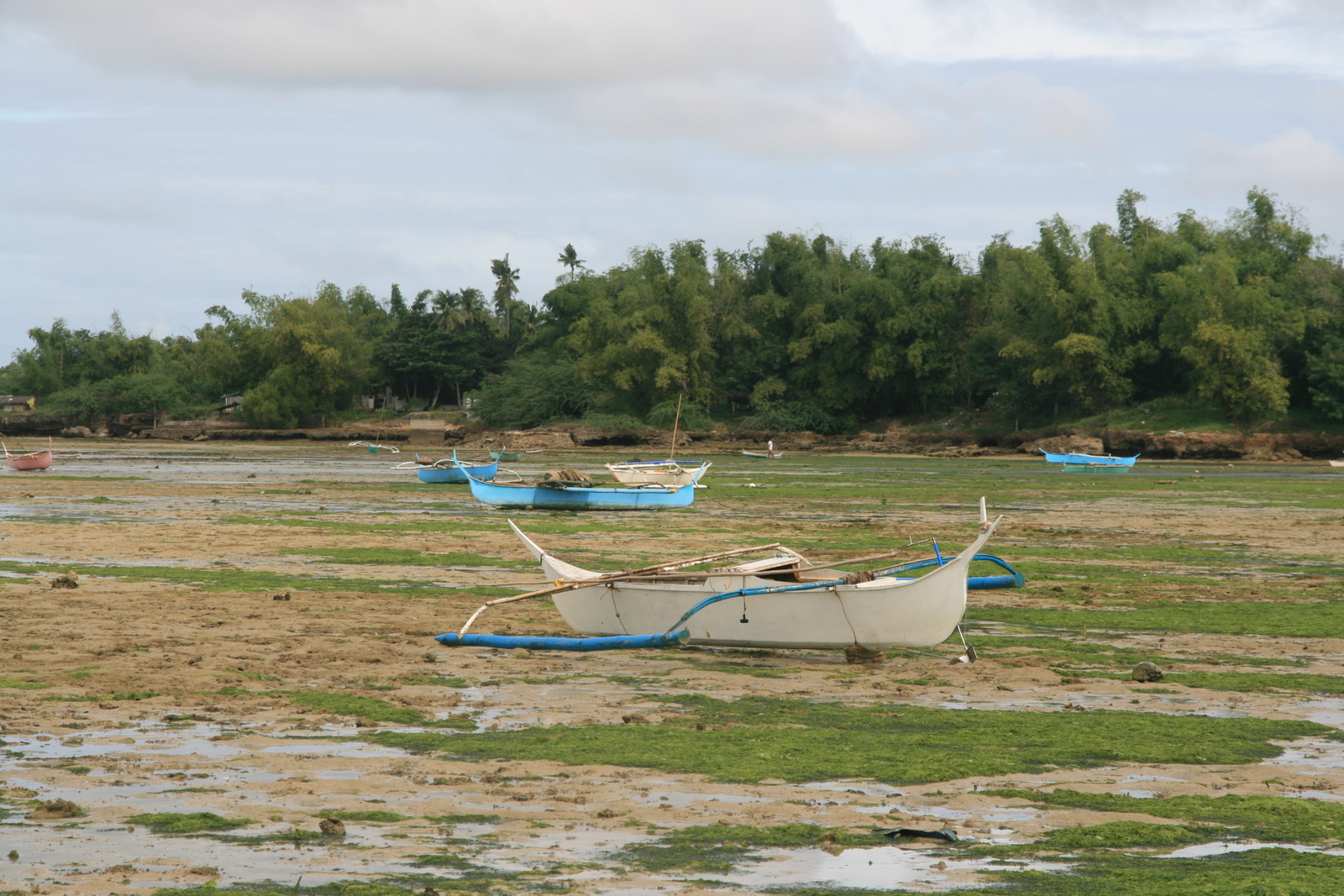

반타얀섬(Bantayan Island)은 필리핀의 비사얀해에 위치한 섬이다. 세부주 북쪽 끝 서쪽에 있으며, 타뇬 해협을 사이에 두고 있다. 2015년 인구 조사에 따르면 인구는 145,436명이다. 
이 섬은 행정적으로 다음 세 지방 자치구로 나뉜다.
- 반타얀 (가장 큰 지방 자치구로, 중앙 부분을 포함한다)
- 마드리데호스 (북쪽 부분을 포함한다)
- 산타페 (반타얀섬 관광의 중심지로, 남동쪽 부분을 포함한다)

섬 면적은 108.77 제곱킬로미터 (42.00 mi2)이다. 섬은 주로 코코넛 나무로 덮여 있으며, 해발 고도는 대부분 10 미터 (30 ft) 미만이고, 아톱아톱 바랑가이에 26 미터 (90 ft) 높이의 언덕 하나만 더 높다.

## 지리

### 섬 무리
반타얀은 필리핀 군도 지리적 중심부 근처에 위치한 반타얀섬 무리의 주요 섬이자 가장 큰 섬이다.
섬 무리에는 주로 섬의 남서쪽 모퉁이 주변에 수많은 작은 섬들(일부는 무인도 또는 사람이 살 수 없는 섬)이 포함된다. 이 작은 섬들 중 약 20개가 반타얀 지방 자치구 항구 지역에서 남서쪽으로 약 8 킬로미터 (5 마일) 뻗어 있으며, 일부 가까운 섬은 썰물 때 본섬에서 걸어서 접근할 수 있다. 이 섬들은 민다나오섬이나 세부 시에서 마닐라로 향하는 선박과 페리들의 바쁜 항로 옆에 있다. 이 섬들은 모두 작고 푸르며 낮아서 서로 거의 구별하기 어렵다.
더 주목할 만한 섬들은 다음과 같다:
- 보티케 (또는 보티게스, 밧퀴스)
- 보통
- 비아가야그 제도 (다쿠와 디오트)
- 둥
- 힐란타가안 (또는 지칸탕안, 지란타가안, 카발라우안)
- 힐란타가안 디오트 (또는 실리온, 풀로 디요트 ('작은 섬'))
- 힐루퉁안 (또는 힐로통안, 루퉁안)[b]
- 리파이란
- 맘바카야오 (또는 맘바카야오 다쿠)
- 모암북 (또는 마암복, 모암복, 캉카 아봉, 캉카봉)
- 파낭아탄 (또는 핀타간)
- 파니투간 (또는 바니투간)
- 파타오 (또는 폴로폴로)
- 사가사이 (또는 사가사, 타가사)
- 실라곤
- 야오 작은 섬 (또는 맘바카야오 디오트)

이 외에도 북동쪽에 있는 긴타칸섬 (또는 키나타르칸, 밧바탄)은 산타페 지방 자치구에 속하지만 반타얀 제도군에 포함되지는 않는다.

'이 반타얀 작은 섬들은 많고, 모두 낮고 매우 작다.' —후안 데 메디나 (1630)
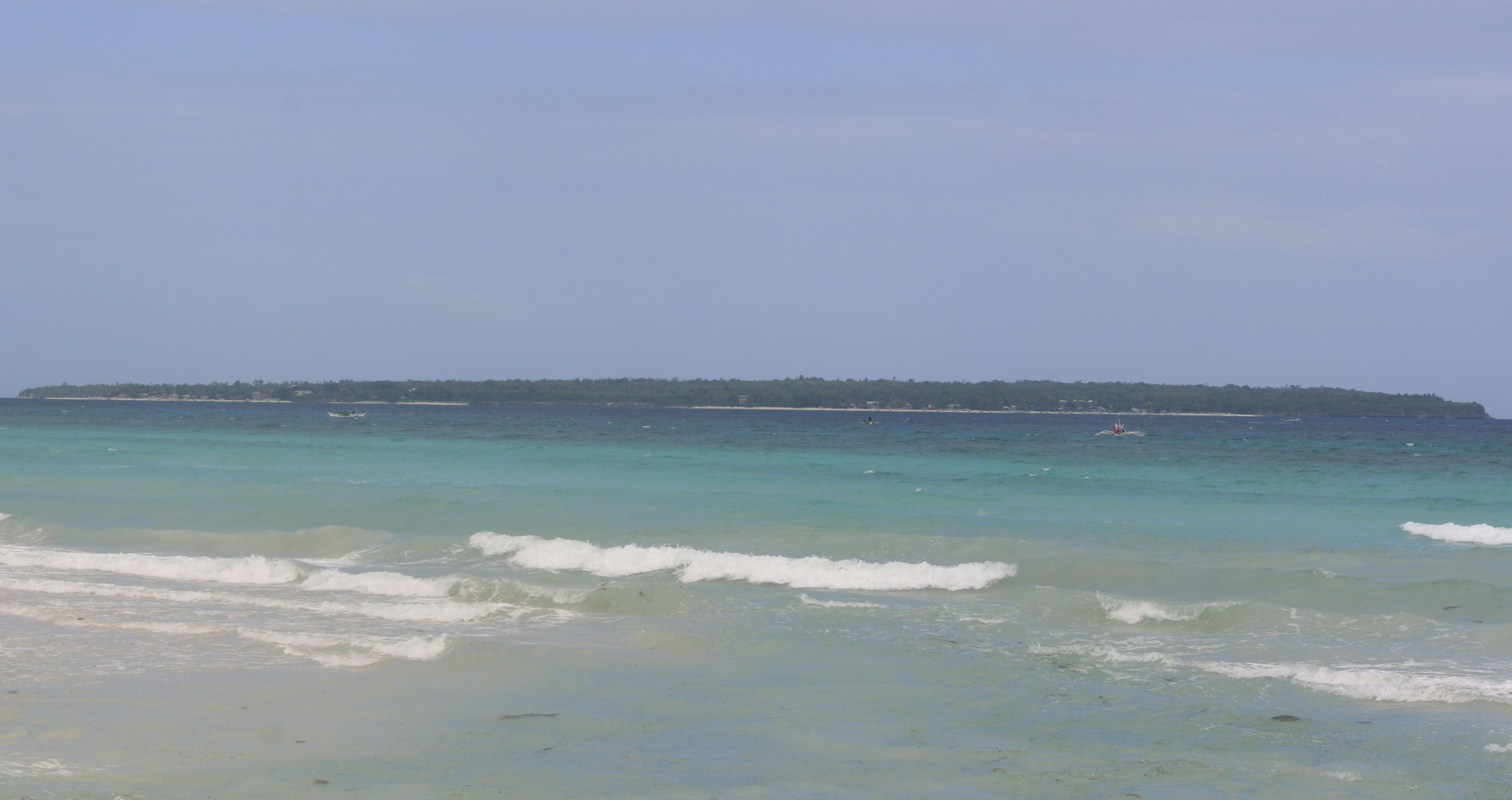
산타페에서 본 힐란타가안섬 — 하그나야 페리 (S)
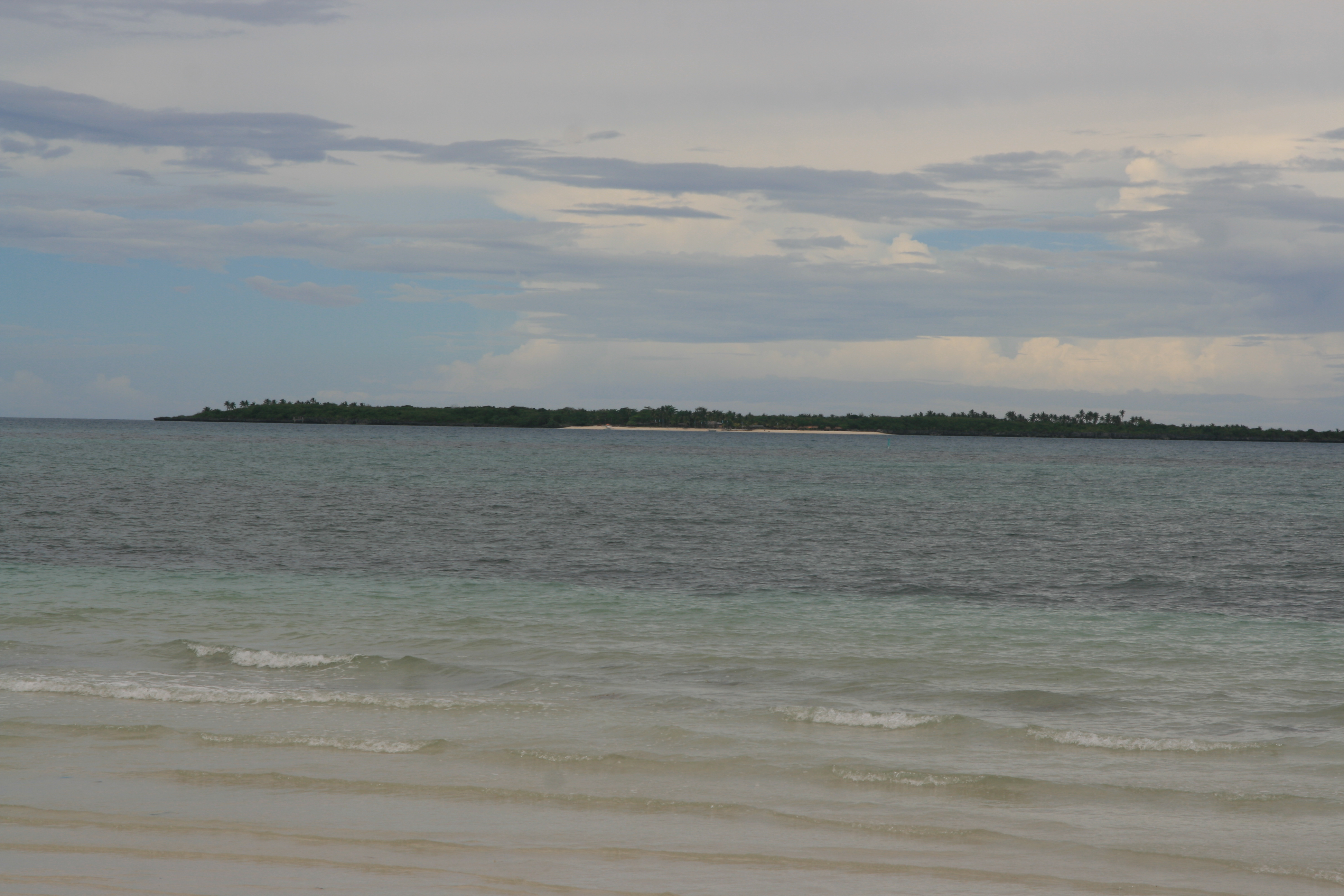
힐란타가안 디요트, 바랑가이 힐란타가안, 산타페, 서쪽에서 본 모습.
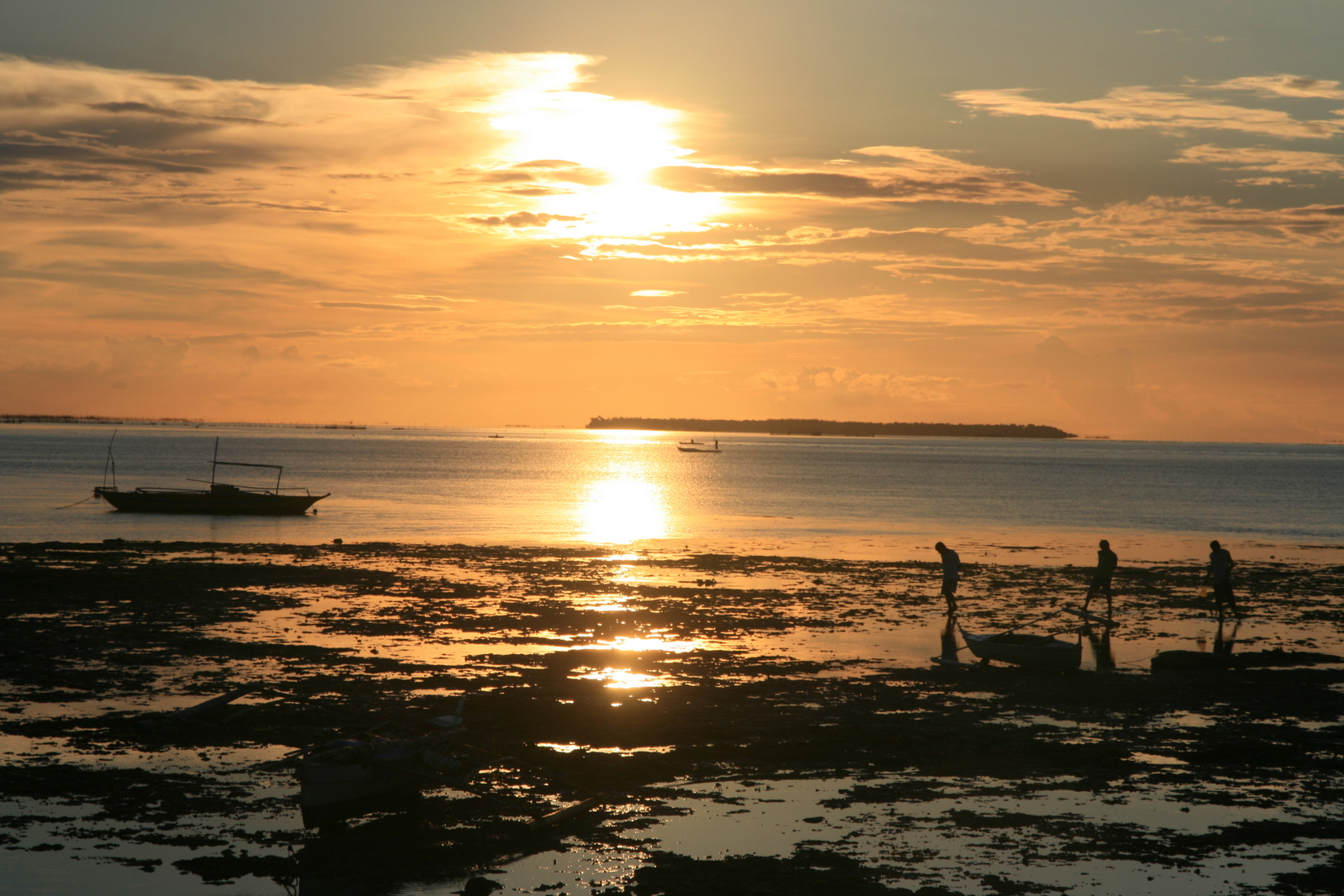
힐루퉁안 일몰, 동쪽에서 본 모습.
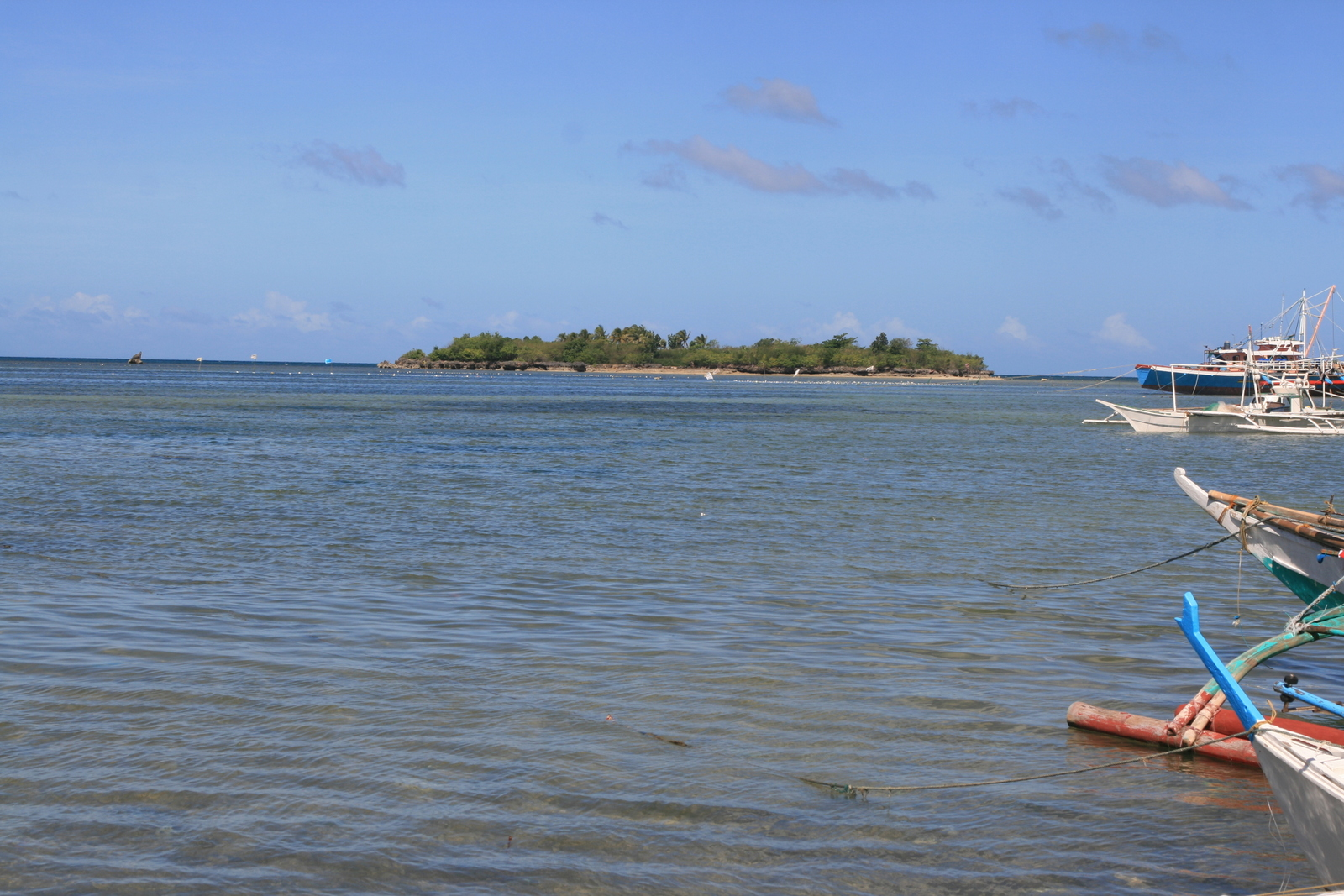
파타오 섬 (또는 폴로폴로), 반타얀 파타오 연안

### 언어
반타야논어는 주로 인근의 다양한 비사야어가 혼합된 언어이다. 주로 세부아노어 (세부주와 동네그로스주 출신), 힐리가이논어 (서네그로스주와 일로일로주 출신), 보홀어 (보홀주 출신), 마스바테뇨어 (마스바테주 출신), 와라이와라이어 (레이테섬과 사마르섬 출신)가 섞여 있다. 그러나 "kakyop" (어제), "sara" (오늘), "buwas" (내일)와 같은 고유한 단어들을 가지고 있다.

### 기후
기후는 전형적인 적도 기후이다 – 연중 기온 범위는 3도 미만이며 (5.4도 F), 연간 강수량은 1,500 밀리미터 (59 in)를 초과한다. 1월부터 4월까지는 다른 달보다 덜 습하다. 이는 연간 최소 두 번의 벼농사를 가능하게 한다. 반타얀의 기후는 코로나스 기후 유형 IV에 속하며, 1~3개월의 짧은 건기와 9~10개월의 우기가 있어 강수량이 크게 두드러지지 않는 특징을 가진다. 건기는 2월에 시작하여 4월까지, 때로는 5월 중순까지 연장된다.
반타얀은 열대 기후이다. 대부분의 달은 상당한 강수량을 보인다. 짧은 건기는 거의 영향을 미치지 않는다. 이곳은 쾨펜-가이거 기후 분류 시스템에 의해 Am (열대 몬순 기후)로 분류된다.

### 지질
대부분의 세부주와 마찬가지로, 섬의 암석은 두 가지 유형의 단위로 구성된다:
1. 플리오세-플라이스토세 카르카르층
카르카르층은 전형적으로 작은 돌리네, 구멍이 뚫린 홈, 가지를 뻗은 피나클로 특징지어지는 다공성 산호석회암이다.[7] 이는 제자리 침적을 시사한다. 주된 구성 성분은 조개껍데기, 조류 및 기타 탄산염 물질이며, 거시 및 미시 화석은 그 지층에서 풍부하게 발견된다.
2. 제4기 충적층 (가장 젊은 암석 단위)
충적층은 주로 해안 지역에서 발견된다. 석회암의 풍화로 생성된 탄산염 모래가 주로 조간대를 이룬다. 이는 조개껍데기 조각과 섞인 미세하거나 거친 모래로 나타난다.

지질학의 결과로, 수원지는 센물이다.

### 국립 보호 구역

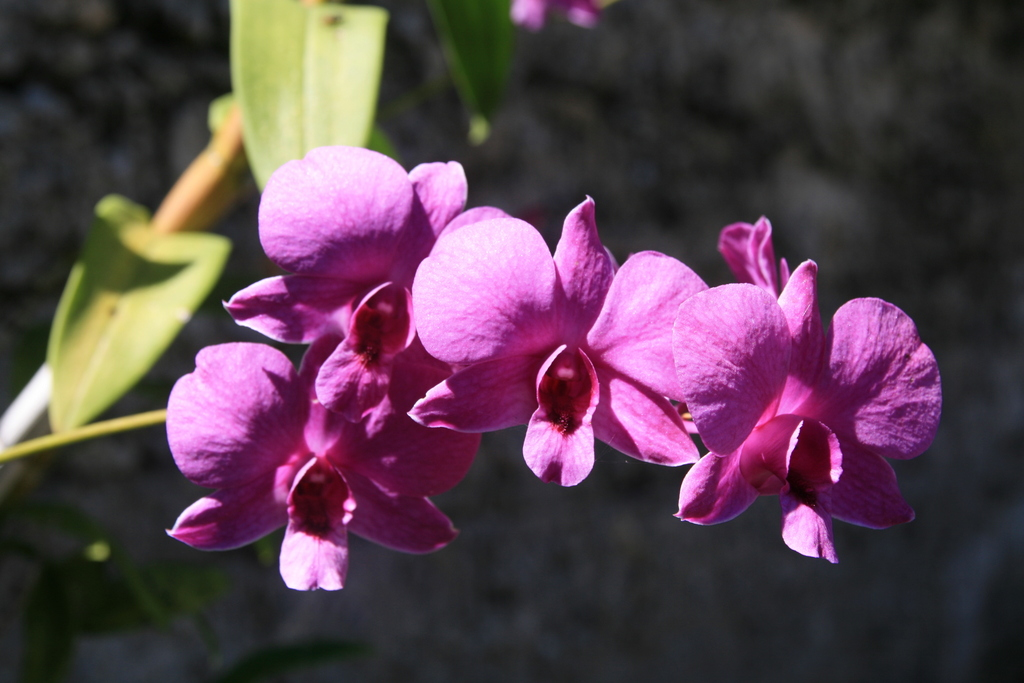
마드리데호스에서 자라는 난초
야생 반다 코에룰레아

반타얀과 주변 섬들은 보호 구역 지위를 부여하는 여러 법률에 포함되었다.

### 야생 지역
1981년 마르코스 대통령은 일부 지역에 보호 구역 지위를 부여하는 포고령 2151호에 서명했다. 여기에는 "야생 지역"으로 지정된 반타얀섬이 포함되었지만, 물리적 범위는 정의되지 않았으며, 포고령은 명명된 모든 지역을 "총 면적 4,326 헥타르 [10,690 ac] 이상"으로 기술했다. 11년 후 필리핀 의회는 1992년 공화국 법 7586호 – 국립 통합 보호 지역 시스템 (NIPAS) 법을 통과시켰고, 환경천연자원부 (DENR)가 관리하며 보호 구역 지위를 재확인했다. 그러나 이 법 또한 반타얀섬 야생 지역 (BIWA)의 범위를 명시하지 않았기 때문에, 전체 섬 그룹, 즉 11,000 헥타르 (27,000 ac) 이상을 포함하는 것으로 간주된다.
2013년 태풍 욜란다 이후 재건에 대한 필요와 열망이 자연스럽게 생겼지만, 주요 문제 중 하나는 지정으로 인해 토지 소유권이 거의 없고, 국제 구호 단체 (및 기타 단체)가 소유권이 없는 토지에 대한 건설 자금 지원을 꺼린다는 점이다. 2014년 현재 이 지역을 정의하고 관리를 위한 일반 계획 (BIWA-GMP)을 수립하기 위한 이니셔티브가 시작되었다. 이 계획은 596.41 ha (1,473.8 ac)만 엄격하게 보호되는 야생 동물 보호 구역, 즉 원래 BIWA의 5.3%로 유지하고, 10,648.27 ha (26,312.4 ac)는 다용도 구역화를 허용할 것을 권장한다. 이로부터 재분류에 대한 더 구체적인 제안이 나왔다. 현재 이 계획은 의회에 권고될 예정이다.

### 관광 구역 및 해양 보호 구역
1978년 대통령 포고령 1801호는 관광 구역과 해양 보호 구역을 지정했고, 힐루퉁안섬을 그 범위 안에 포함시켰다.

### 보호 해역
타뇬 해협 보호 해역은 라모스 대통령이 1998년 포고령 1234호에 의해 설정했다. 여기에는 반타얀섬 동부 해안선의 29,187 m (29 km; 18 mi) 이상이 포함된다. 2015년 2월에는 선언 후 17년 만에 타뇬 해협 보호 해역에 대한 첫 번째 정상 회의가 개최될 예정이다.

### 농업
주된 비경작 식물은 이피일 이피일 (Leucaena leucocephala)이다. 경작되는 작물로는 코코넛, 카사바, 바나나, 사탕수수, 옥수수, 망고 등이 있다.
주요 환금 작물은 다음과 같다:
| 식물   | 면적 (ha)         | 수확량          |  |
| ------ | ----------------- | --------------- |  |
| 옥수수 | 400               | 775톤 (763 톤)  |  |
| 망고   | 47.53 (1214 그루) | 455 톤 (448 톤) |  |
| 치코   | 23                | 해당 없음       |  |
| 코코넛 | 713               | 해당 없음       |  |

### 동물상

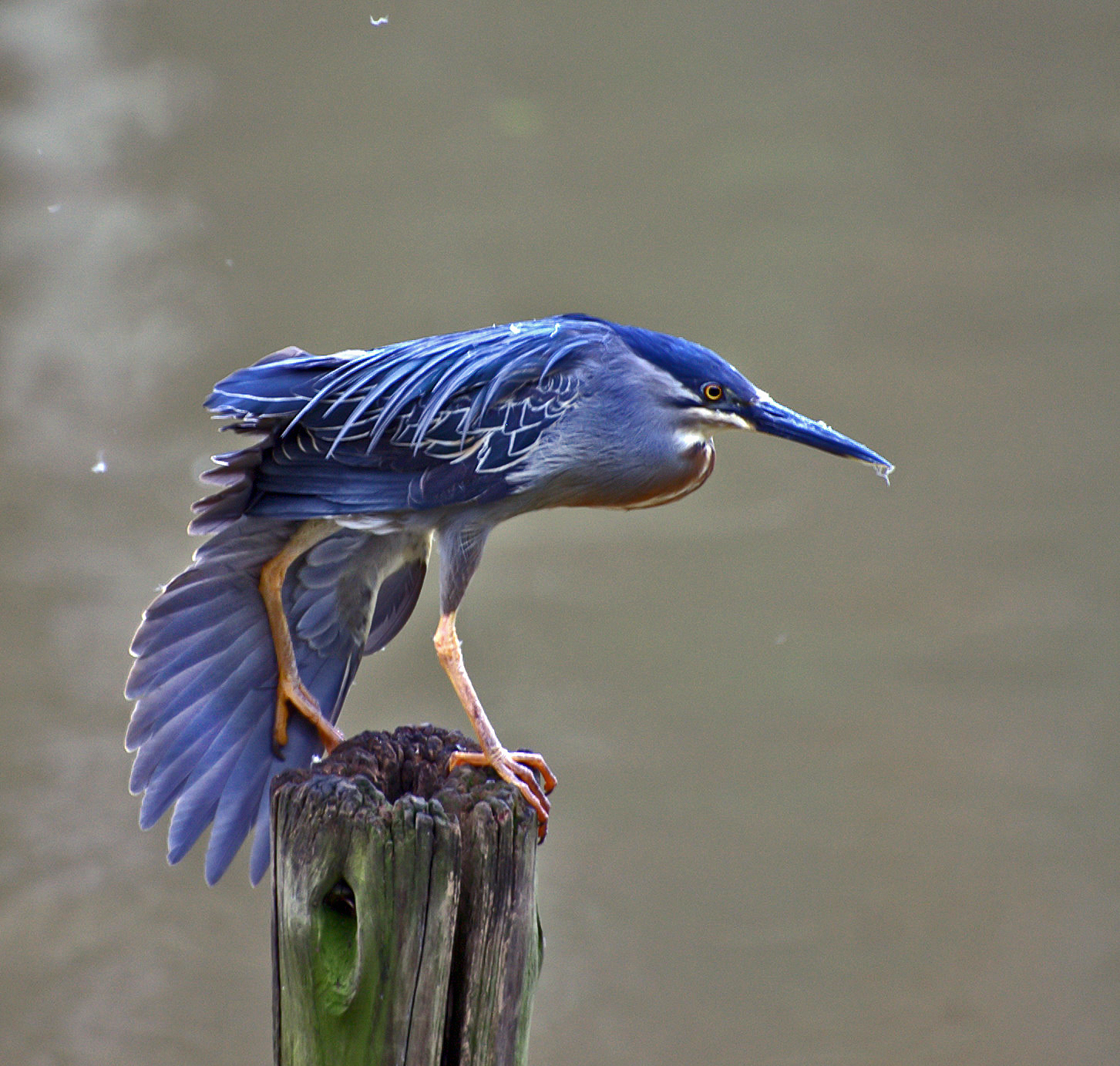
검은댕기해오라기

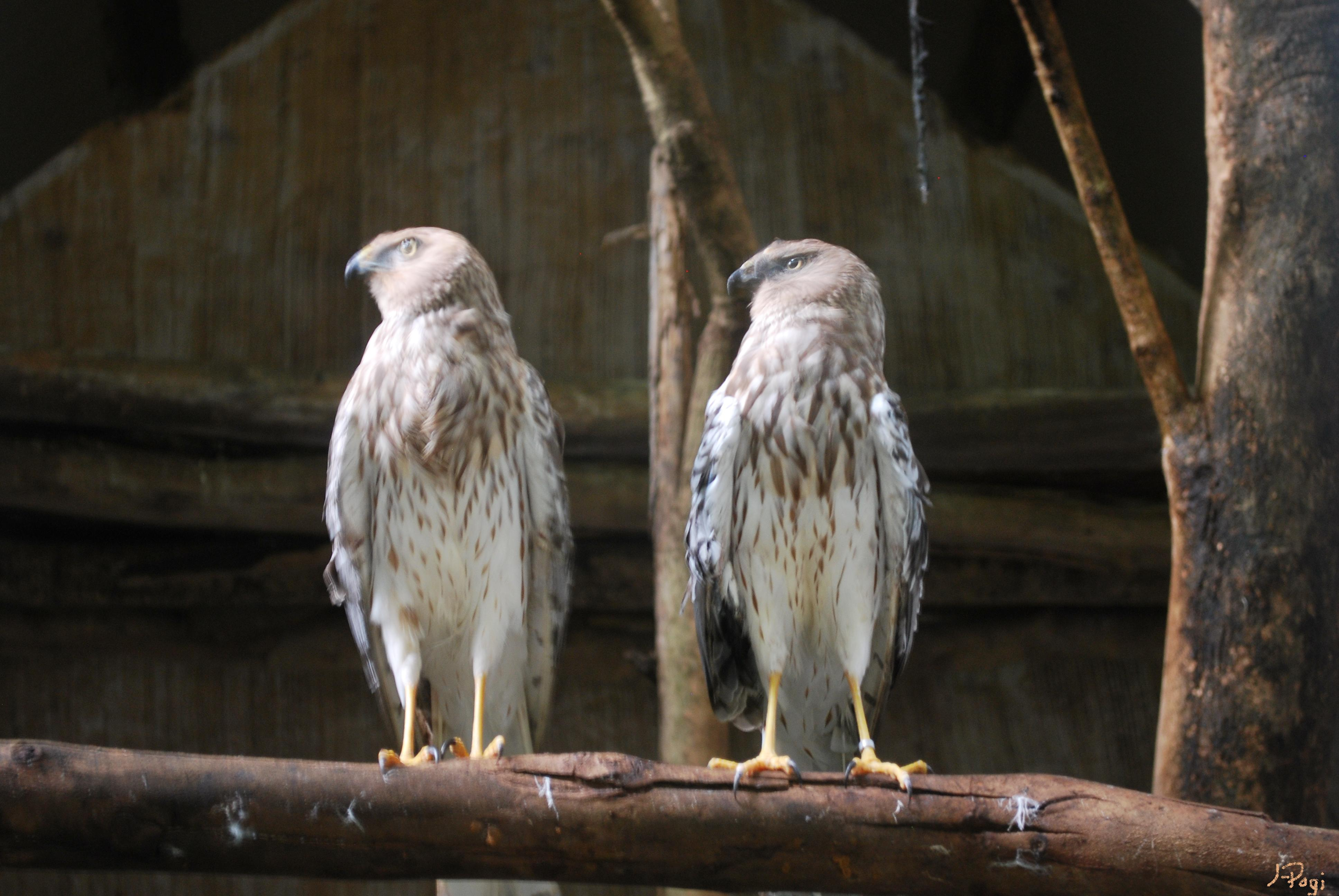
알락개구리매 (Circus melanoleucos)

흔한 늑대뱀은 섬에서 가끔 발견될 수 있다.
다음 목록은 존재가 확인된 새들을 보여준다:
- 바다백로 (태평양 바다백로) - Egretta sacra
- 노랑부리백로 - Egretta eulophotes
- 검은댕기해오라기 - Butorides striata
- 개꿩 - Pluvialis squatarola
- 큰모래지빠귀 - Charadrius leschenaultii
- 중부리도요 - Numenius phaeopus
- 꼬까도요 - Arenaria interpres
- 흑꼬리도요 - Limosa sp
- 군함조 - Fregata ariel
- 알락개구리매 - Circus melanoleucos
- 검은턱과일비둘기 - Ptilinopus leclancheri
- 필리핀점박이비둘기 - Streptopelia dusumieri
- 섬칼새 - Collocalia vanikorensis
- 흰목물총새 - Halcyon chloris

1990년 7월 16일부터 20일까지 카르나자섬에서 실시된 조사에서, 7목 15과에 속하는 총 18종의 조류가 확인되고 보고되었다. 가장 흔히 관찰된 종은 집제비갈매기 (Collocalia esculenta), 흰목물총새 (Halcyon chloris), 말레이큰지빠귀 (Lalage nigra), 검은목꾀꼬리 (Oriolus chinensis), 필리핀까치딱새 (Copsychus saularis), 말레이부채꼬리 (Rhipidura javanica), 흰가슴나무딱새 (Artamus leucorhynchus), 빛나는찌르레기 (Aplonis panayensis), 노랑배오색조 (Nectarinia jugularis), 그리고 참새 (Passer montanus)였다. 나머지 종들은 한두 마리만 보이거나 울음소리만 들렸다.
섬 주민들은 타본 새 (Megapodius freycinet)가 과거에는 카르나자섬에 많았다고 밝혔다.
조사 목록에는 두족류, 복족류, 쌍각류 목도 포함되어 있다. 두 가지 두족류 속(Sepia와 Sepioteuthis)이 확인되었다.
총 19과에 속하는 36종의 복족류가 목록에 올라 있다. 그러나 이 지역의 복족류에 대한 완전한 목록을 얻기 위해서는 추가 연구가 필요하다.

### 바다

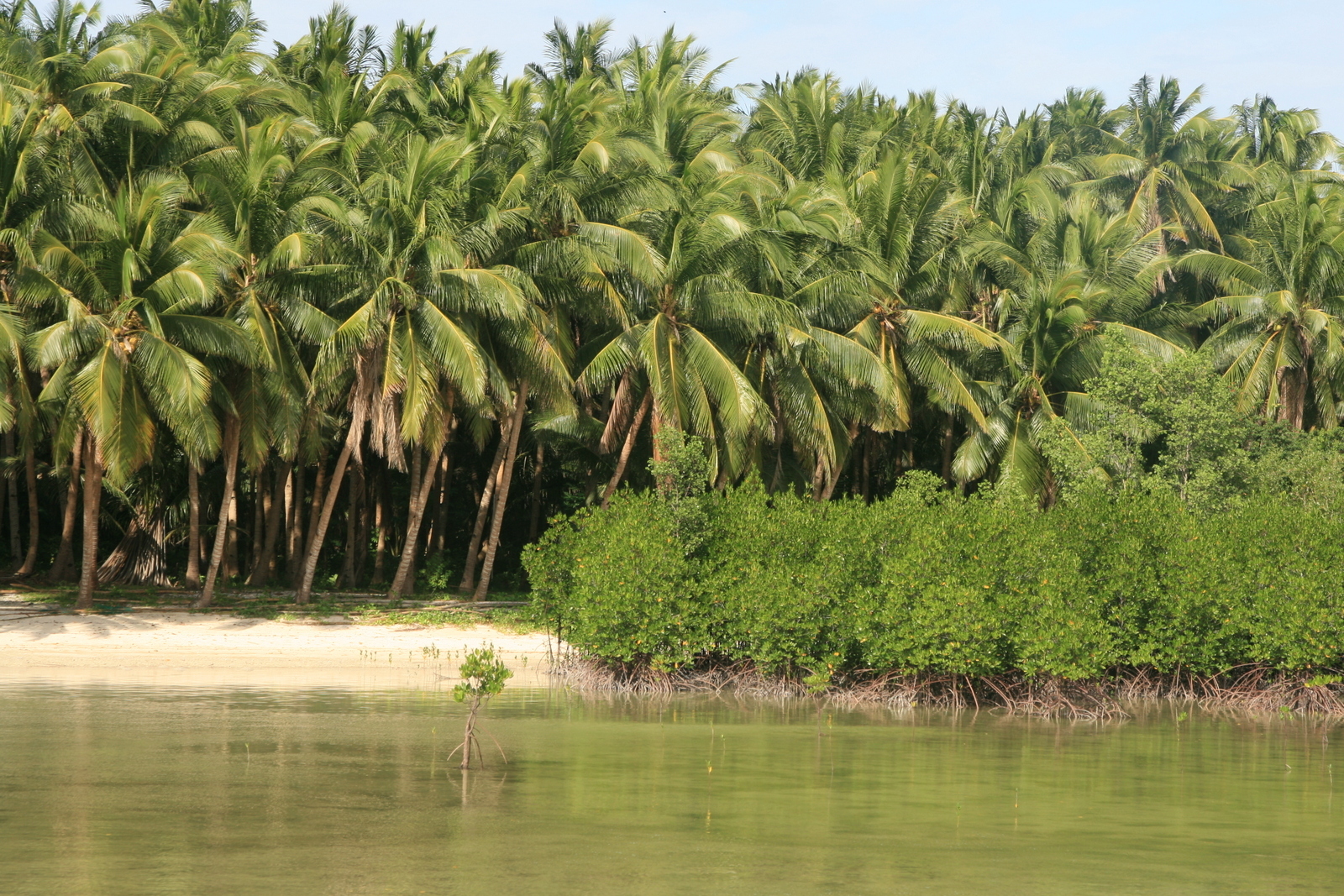
맹그로브와 코코넛 야자수

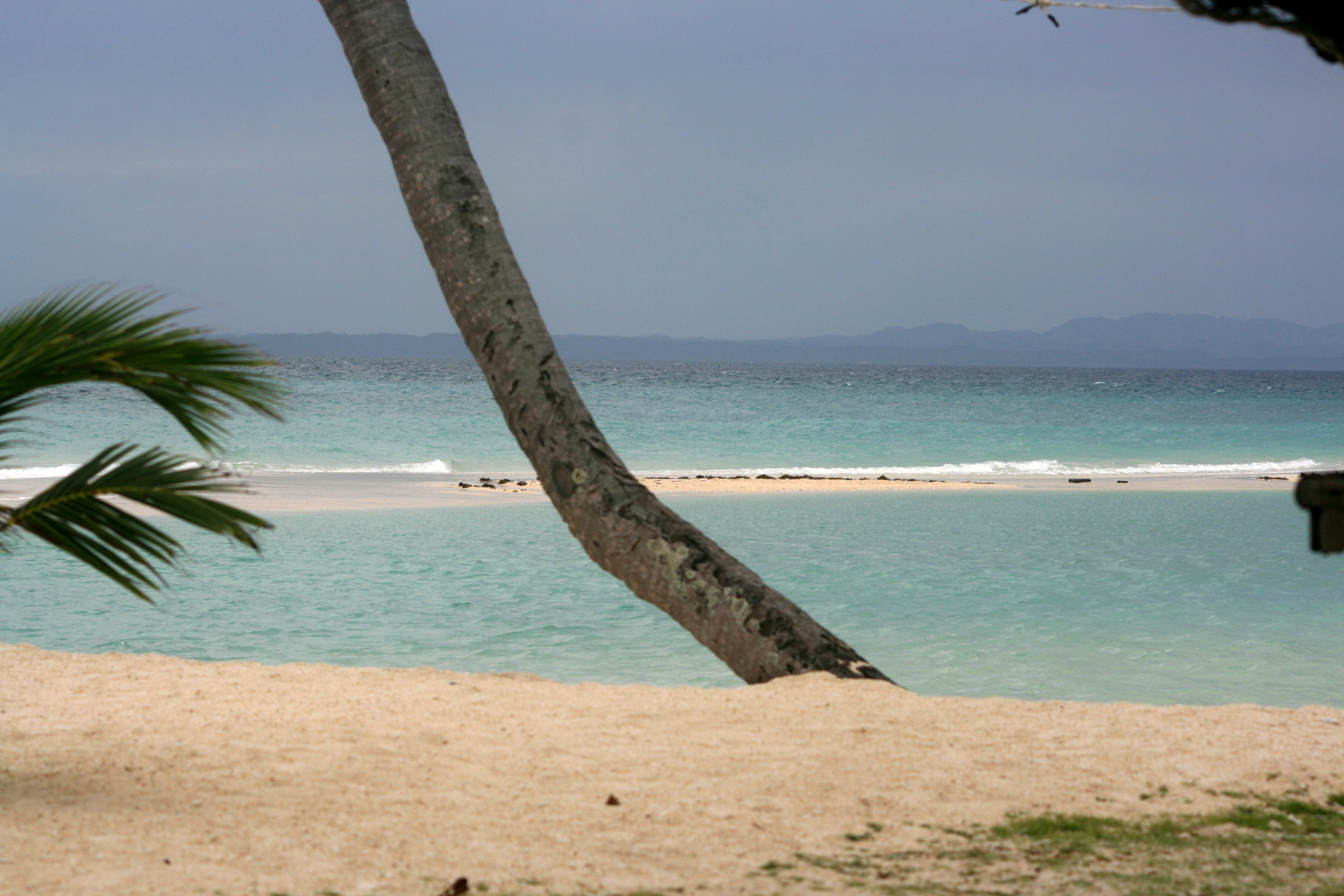
멀리 세부주가 보이는 코타 해변

반타얀과 그 섬들의 해안은 주로 맹그로브와 야자수 사이를 번갈아 나타낸다. 해저의 얕은 경사 때문에 조간대 지역이 상당히 넓어질 수 있어 썰물 때 바위투성이이고 진흙투성이인 얕은 물이 생긴다. 이는 모래사장, 즉 해변이 드물다는 것을 의미한다. 좋은 해변은 산타페 주변의 남동쪽과 파타오와 마드리데호스의 북서쪽에서 찾을 수 있다. 그러나 이곳들도 청소되지 않으며, 해류에 따라 상당량의 부유물과 부유 쓰레기가 해변과 바다에 있을 수 있다.

#### 산호
전 세계적으로 알려진 약 500종의 산호 중 약 400종이 필리핀에서 발견된다. 그러나 그들의 미래는 심각하게 위협받고 있다. 주로 폭파 낚시와 사이안화 낚시와 같은 파괴적인 어업 기술 때문인데, 이는 산호초를 포함한 생태계의 많은 부분을 무차별적으로 파괴한다. 또한, 지구 온난화와 해양 산성화도 전 세계적인 손실에 크게 기여한다. 전 세계적으로 산호는 50%~70%가 위협받거나 손실되었고, 동남아시아 산호초는 훨씬 더 나쁜 상태이며, 필리핀에서는 위협받는 수치가 90%를 넘고 양호한 상태는 1% 미만으로 추정된다. 지금까지 국제법 준수는 미흡했지만, 이제는 진지하게 받아들여지기 시작했다. 한편, 반타얀에서는 산호 농장을 이용하여 재성장을 가속화하기 위한 다른 노력도 진행 중이다.

#### 불가사리

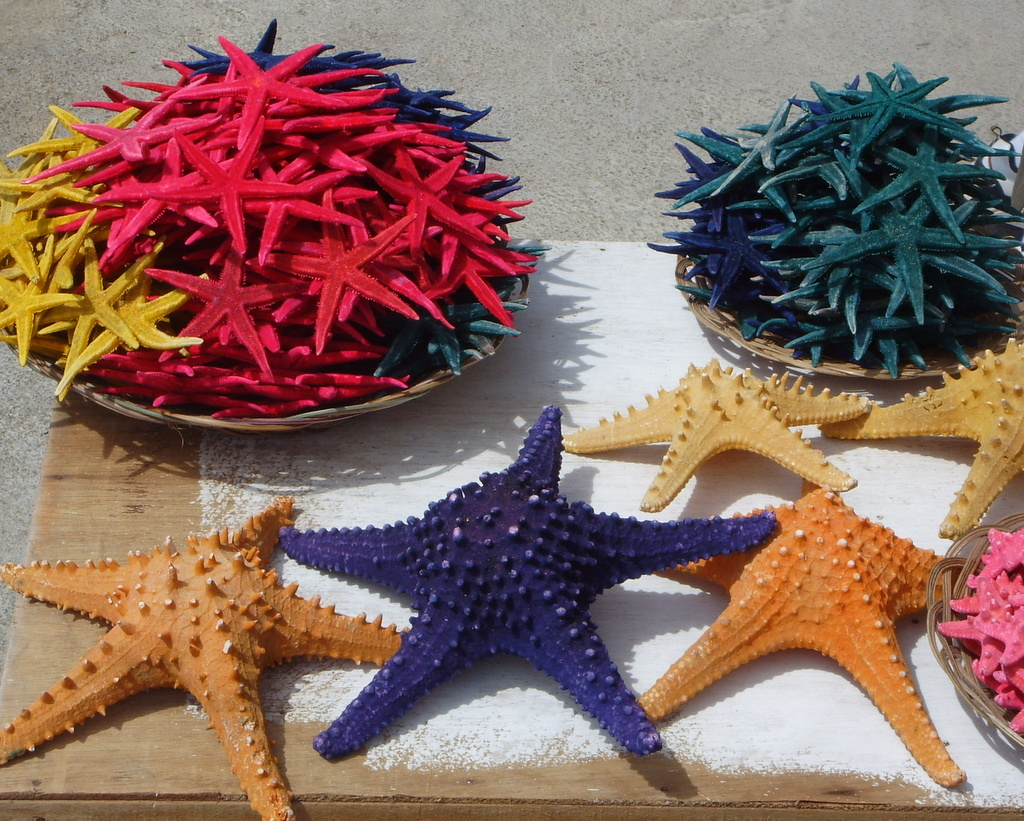
장식용 불가사리 판매

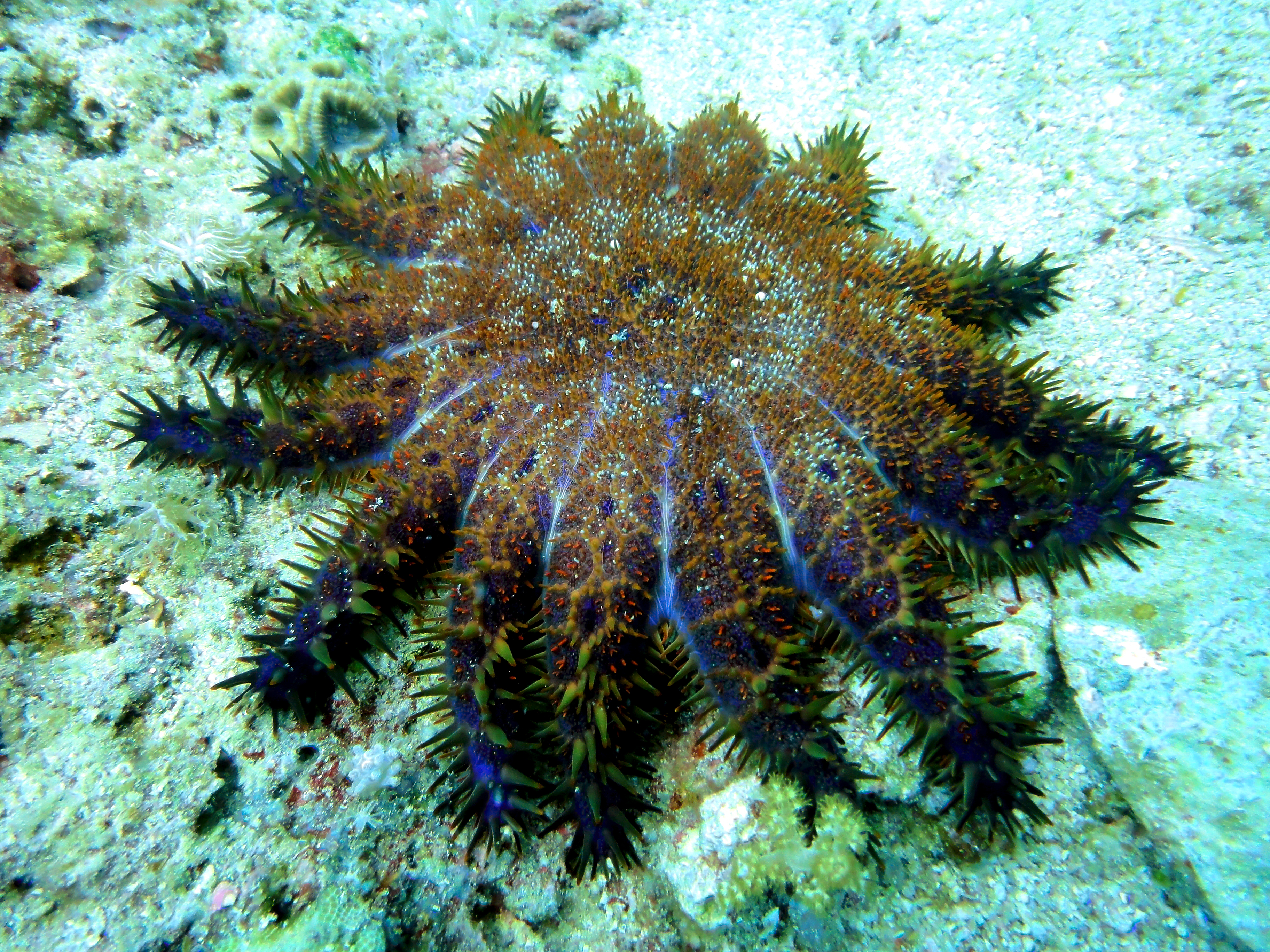
짧은 가시가 있는 악마불가사리

조간대 지역에서는 많은 불가사리류를 볼 수 있다. 이들의 부식영양성 식단은 물을 깨끗하게 유지하는 데 도움이 된다. 그러나 더 멀리 떨어진 곳에서는 악마불가사리가 산호에 대한 엄청난 식성 때문에 산호초에 상당한 위협이 된다.

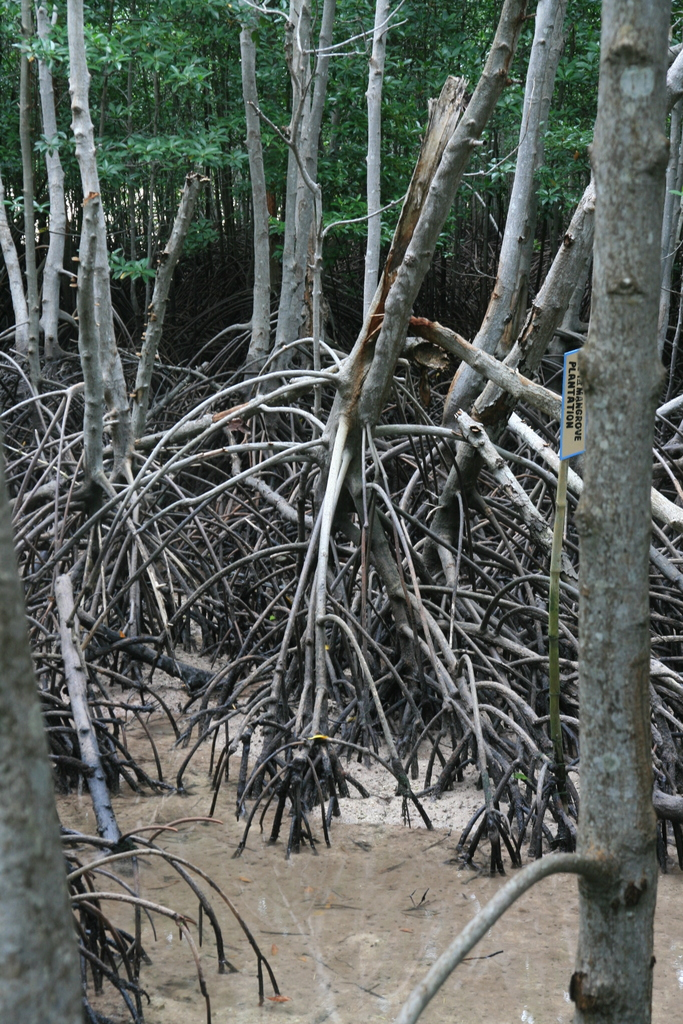
오보오브의 맹그로브

#### 맹그로브 숲
맹그로브는 염분에 강하고 목질이며 씨앗을 맺는 식물로, 열대 및 아열대 지역에서 주기적인 조수 침수를 받는 곳에서 발견된다. 필리핀에는 40종 이상의 맹그로브가 있으며, 전 세계적으로 약 70종의 맹그로브만이 존재하기 때문에 세계에서 가장 생물 다양성이 높은 지역 중 하나이다. 맹그로브 생태계는 매우 다양한 생태계이며 많은 새, 물고기, 포유류, 갑각류 및 기타 동물들의 서식지이다.
맹그로브는 물고기, 조개류 및 기타 유기체를 위한 중요한 양식장을 제공한다. 맹그로브 1헥타르당 해양 생물 1,000 kg (890 lb/ac)을 위한 먹이를 제공할 수 있다고 추정된다. 맹그로브에 풍부한 물고기 먹이 덕분에 맹그로브 숲 1헥타르당 연간 283.5톤의 물고기를 생산한다 (112.9 long ton/ac). 맹그로브는 또한 토양 침식을 방지하고 해안선을 태풍과 강한 파도로부터 보호하는 등 다른 중요한 기능도 제공한다. 맹그로브는 약품, 알코올, 주택 자재 등 다양한 제품과 서비스를 제공하며 연구 및 관광을 위한 지역이기도 하다.
그러나 이러한 모든 알려진 이점에도 불구하고 필리핀 내 맹그로브의 상태는 매우 암울하다. 1900년대 초에는 약 5,000 km2 (1,900 mi2)의 맹그로브가 있었지만 오늘날에는 약 1,200 km2 (460 mi2)에 불과하다. 많은 맹그로브 지역이 양어장과 매립지를 위해 파괴되었다. 주택 건설 재료와 매립을 위해 무차별적으로 사용되었으며, 침적과 오염으로 인해 교란되었다.
이제 이 생태계의 진정한 이점이 알려지면서 이러한 중요한 생태계에 대한 보호와 복구가 이루어지고 있다. 이제 어떤 목적으로든 맹그로브를 베는 것은 불법이며, 지역 정부와 지역 사회 단체는 맹그로브 숲을 심고 관리하는 데 적극적인 역할을 해왔다. 앞으로 맹그로브가 다시 건강한 상태로 돌아올 것이라는 희망이 있다.

## 역사

### 초기 기원
반타얀에 최초의 사람들이 언제 왔는지, 그리고 그들의 출신지가 어디였는지에 대한 물리적인 기록이나 증거는 거의 없다. 어떤 이들은 그들이 파나이섬에서 유래했다고 믿고, 다른 이들은 그들 대부분이 세부아노족 출신이라고 믿으며, 또 다른 이들은 그들이 레이테섬과 보홀주에서 왔다고 말한다.
반타얀과 다른 지역들 간의 연관성은 사람들이 사용하는 혼합 방언과 직물‑짜기, 춤, 건축과 같은 고대 문화에서 추론할 수 있다. 또한 특정 오래된 히스패닉 성씨는 특정 지역과 관련이 있다:
- 파나이
  - 

- 세부
  - 

- 레이테
  - 

- 보홀
  - 

- 파라과이
  - 

스페인 콩키스타도르가 도착하기 전의 삶과 문화에 대한 문서 증거는 거의 없다. 우리가 그들에 대해 아는 것은 전해 내려오는 이야기와 민속에서 수집한 것이다.
초기 사람들은 소심했다고 한다. 그들은 여행하지 않았고 집에서 멀리 떨어진 곳에 대해서는 거의 알지 못했다. 기후 때문에 옷을 거의 입지 않았다. 물고기, 야생 동물, 야생 과일, 그리고 바아이, 하그망, 바일라코그, 키옷과 같은 덩이줄기 식물이 풍부하여 사람들은 옥수수, 카모테 (고구마) 및 기타 채소를 심기 위한 개간 외에는 거의 하지 않았다. 크고 작은 나무들이 자라고 퍼져 일년 내내 무성한 잎으로 땅을 그늘지게 했다. 덩굴과 기는 식물들이 나무를 타고 가지에서 가지로 늘어졌고, 개방된 땅의 경작은 어려웠다.

### 스페인 시대

#### 초기
1565년부터 1898년까지 필리핀은 스페인령 동인도의 일부인 스페인 식민지였다.
교구 교회는 1580년에 설립되었다 – 돈 페드로 데 감보아의 상속인의 엔코미엔다로.
1582년에 미겔 데 로아르카는 다음과 같이 기술했다:
그는 또한 다음과 같이 썼다:
1588년에 도밍고 데 살라사르는 다음과 같이 보고했다: "반타얀섬은 작고 인구가 밀집되어 있다. 8백 명 이상의 공물 납부자가 있으며, 대부분 기독교인이다. 그들을 담당했던 아우구스티누스회 수사들이 그들을 버렸고, 이제 그들은 지시를 받지 못하고 있다. 이 섬은 주부에서 20리그 떨어져 있다."
1591년 어느 시점에, 반타얀의 인구는 6732명을 대표하는 683명의 공물 납부자로 총계되었다.
1630년에 프라이 후안 데 메디나는 다음과 같이 기록했다:
종교인들은 파나이섬과 수그부섬 사이에 위치한 반타얀섬에 정착했지만, 파나이섬과는 더 멀리 떨어져 있었다. 그러나 탁 트인 바다를 항해하지 않고 수그부섬으로 가고 싶다면, 작은 섬들을 따라 해안을 따라갈 수 있으며, 비록 거리가 한 리그 또는 한 리그 반을 넘지 않는다. 이 반타얀의 작은 섬들은 많고, 모두 낮고 매우 작다. 가장 큰 것은 위에서 언급된 섬이다. 우리가 이 섬을 점령했을 때, 많은 주민들이 살았는데, 모두 매우 보기 좋고 키가 크고 잘 지어진 사람들이었다. 그러나 지금은 민다나오섬과 홀로의 끊임없는 침략으로 거의 황폐해졌다.

그는 계속해서 이렇게 말했다: "이 섬에는 힐링이가이라는 마을이 있는데, 이 마을이 이 해안에 정착한 모든 비사야 인디언들의 기원이라고 하며, 그들의 언어는 힐링이가이의 언어와 유사하다."

#### 이름의 유래
22대 총독 세바스티안 우르타도 데 코르쿠에라 재임 기간 동안, 비사야족은 노예를 잡기 위한 약탈을 위해 오는 모로 해적들에게 끊임없이 괴롭힘을 당했다. 그 결과, 모로족의 침략으로부터 피난처와 보호를 위해 군도의 여러 지역에 높은 석벽과 망루가 건설되었다.
대중적인 민속에 따르면, 이 망루들은 현지에서 "반타얀 사 하리"라고 불렸는데, 이는 "왕의 망루"를 의미하며, 다가오는 빈타 (모로 해적선)를 감시하는 망루 역할을 했다. 그들의 감시 과정에서 "반타얀! 반타얀!"이라고 말하는 것이 흔해졌는데, 이는 "감시하라! 감시하라!"를 의미하며, 이것이 이 섬 무리가 이름을 얻게 된 방식이었다.
그러나 마드리데호스 역사학자 브리앙 망구밧(Eng'r. Brient Mangubat)은 반타얀섬의 역사와 마드리데호스에 있는 라위스 옛 요새의 기반을 연구했는데, 그는 반타얀섬 이름의 기원이 이슬람 침략자들과는 무관하다고 주장했다. 그에 따르면 이 섬은 1574년으로 거슬러 올라가는데, 당시 섬의 북쪽 (라위스)이 중국의 공격에 대비하여 비사얀해를 감시하는 "감시 초소"로 사용되었다고 한다. 반타얀섬 주민들은 마닐라가 리마홍이 이끄는 세력의 공격을 받고 있었기 때문에 이러한 예방 조치를 취하기로 결정했다. 섬 이름 (반타얀)은 1600년에 반타얀섬에서 (첫 번째) 이슬람 침략이 발생하기 25년 전부터 이미 사용되고 있었다.
반타얀섬에는 총 18개의 망루가 건설되었다. 대부분은 남아있지 않지만, 현재까지도 유적을 볼 수 있다. 마드리데호스에 있는 망루는 양호한 상태이며, 산타페에 있는 망루는 덜하다. 둥 섬에는 특히 훌륭한 예시가 있다.
망루 건설은 반타얀에만 국한되지 않았다. 망루는 모로족의 침략에 취약한 세부의 많은 지역뿐만 아니라 남부 레이테섬, 북부 사마르섬, 보홀주와 같은 비사야 제도의 다른 지역에도 건설되었다.
페드로 데 칼디에르바 데 마리아카는 1608년 그의 "이 필리핀 제도에서 폐하의 연간 수입과 이익원 보고서"에서 반타얀과 보홀의 통합 조세(세금)가 총 2400 골드 페소에 달한다고 밝혔다.

#### 산업
돈 호세 바스코 이 바르가스는 1778년 7월부터 1787년 9월까지 필리핀 총독이었다. 재임 기간 동안 그는 농업과 산업 진흥을 위한 많은 프로젝트를 개척했다. 그러나 사람들은 도로, 공공 건물, 교회 건설에 강제 동원되었기 때문에 섬의 많은 소규모 산업이 완전히 버려졌다. 강제 동원된 사람들은 폴리타스라고 불렸다.
풍부한 물고기, 유리한 기후, 그리고 처녀림은 당시 사람들의 직업을 크게 결정했다. 이러한 지리적 요인들은 사람들이 어부, 농부, 선원이 되도록 강한 자극제가 되었다. 훨씬 후에, 작은 개간지는 들판으로 확장되었다.
산타페, 반타얀, 마드리데호스를 연결하는 옛 스페인 도로는 주로 노동 봉사를 통해 건설되었고 부분적으로는 공물 자금으로 지원되었다.

#### 종교
스페인 사람들이 반타얀에 왔을 때, 사람들은 이미 애니미즘, 샤머니즘, 소환술, 그리고 마법과 같은 형태의 종교적 신념과 숭배를 가지고 있었다. 그들은 악령, 선령, 마녀, 유령의 개념을 쉽게 받아들였다. 이러한 상상의 존재들을 기쁘게 하기 위해 사람들은 종종 주술, 맹세, 희생, 그리고 자해에 의존했다. 과거의 문맹자들 사이에서는 콜레라와 다른 치명적인 질병들이 악령이 우물에 넣은 독으로 인해 발생하며, 사람들이 이 무서운 질병으로부터 구원받을 수 있는 유일한 방법은 기도문을 낭송하고 행렬을 여는 것이라는 믿음이 흔했다.
교회와 국가 간의 협력은 오래가지 못했다. 교회와 국가 간의 분쟁이 이어졌다. 총독부터 알칼데 시장까지, 그리고 대주교부터 수도사까지 정치적 권력을 위한 투쟁이 있었다. 이 때문에 개선을 위한 프로젝트는 모두 마비되었다.

### 미국 시대
1899년 1월 4일, 미국-스페인 전쟁에서 스페인이 패배한 후, 필리핀에 새로운 정부가 탄생했다. 매킨리 대통령의 지시에 따라 필리핀 주둔 미군 사령관인 오티스 장군은 미국의 주권이 무조건적으로 인정되어야 한다고 선언했다. 이것이 미국 시대의 시작이었다.
이 섬군은 스페인이나 미국에 대한 혁명에 적극적으로 참여하지 않았다. 그러나 필리핀-미국 전쟁 이후, 당시 반타얀의 한 바리오였던 산타페의 파토레테가 이끄는 반동 단체가 조직되었다. 그들의 공표된 목적은 침략자들에게 저항하는 것이었지만, 무장한 폭력배들은 산타페 북부를 불태우고 약탈하며 카피탄 미로이와 아기토 바타발로노스를 강제로 가담시키는 테러 캠페인을 벌였다. 이로 인해 주민들 사이에 큰 공포와 긴장이 조성되었다.
전복 직후와 미국인 도착 직전의 바리오 상태는 전반적으로 매우 만족스럽지 못했다. 위생은 완전히 낯선 것이었고, 바리오 생활은 끔찍했다. 원시 조상 이후로 사람들 사이에서 개선의 징후는 거의 없었다.
세부주의 하위 구역은 스페인이 도입한 방식을 활용하여 개발되었다. 1895년에 새로운 지방법이 제정되었고 필요한 임명이 이루어졌다. 그 당시 반타얀은 이미 푸에블로로 조직되어 있었다. 산타페는 1911년에, 마드리데호스는 1917년에 그렇게 조직되었다. 이 푸에블로들은 제한된 원주민 유권자에 의해 선출된 지방 의회 아래 새로운 법인 형태를 부여받았다. 지방 행정 수장의 직책은 이전의 고베르나도르시요 또는 카피탄 대신 프레시덴테가 되었다.
새롭게 조직된 지방 정부의 행정 업무를 맡은 첫 번째 프레시덴테는 이 섬군을 구성하는 세 도시의 시장이었는데, 그레고리오 에스카리오는 반타얀, 비센테 바콜로드는 마드리데호스, 그리고 카시미로 바티안실라는 산타페의 시장이었다. 정당은 미국 정권 초부터 공식적으로 조직되었다. 리베랄당은 1900년대 말에 등장했다. 파스콸 포블레테는 1902년에 독립당을 창설했다.
루크 E. 라이트 총독 (1904–1906) 행정부에서 공공 도로 정책이 시작되었다. 조금씩 도로망이 더 견고한 건설 방식으로 바뀌었다. 1913년 말 산타페-반타얀 도로 건설이 시작되었고, 1918년에는 반타얀-마드리데호스 도로가 뒤따랐으며, 두 도로 모두 1924년에 완공되었다.
당시나 지금이나 어업과 농업은 주민들의 중요한 산업이었지만, 1903년부터 1925년까지는 피냐 직물 직조와 마게이 섬유 수집이 매우 수익성 있는 주민들의 활동이었다. 수년 동안 이 제품들에 대한 수요가 약해지고 사라졌다. 거의 동시에 "여가 산업"으로 불리는 손 자수가 등장했다. 상당수의 여성들이 이를 채택하여 몇 년 동안 적극적으로 종사했다. 현지 생산량은 상당히 중요했다. 1923년, 특히 마닐라의 약하고 불안정한 시장 상황 때문에 이 사업은 점차 사라졌다.

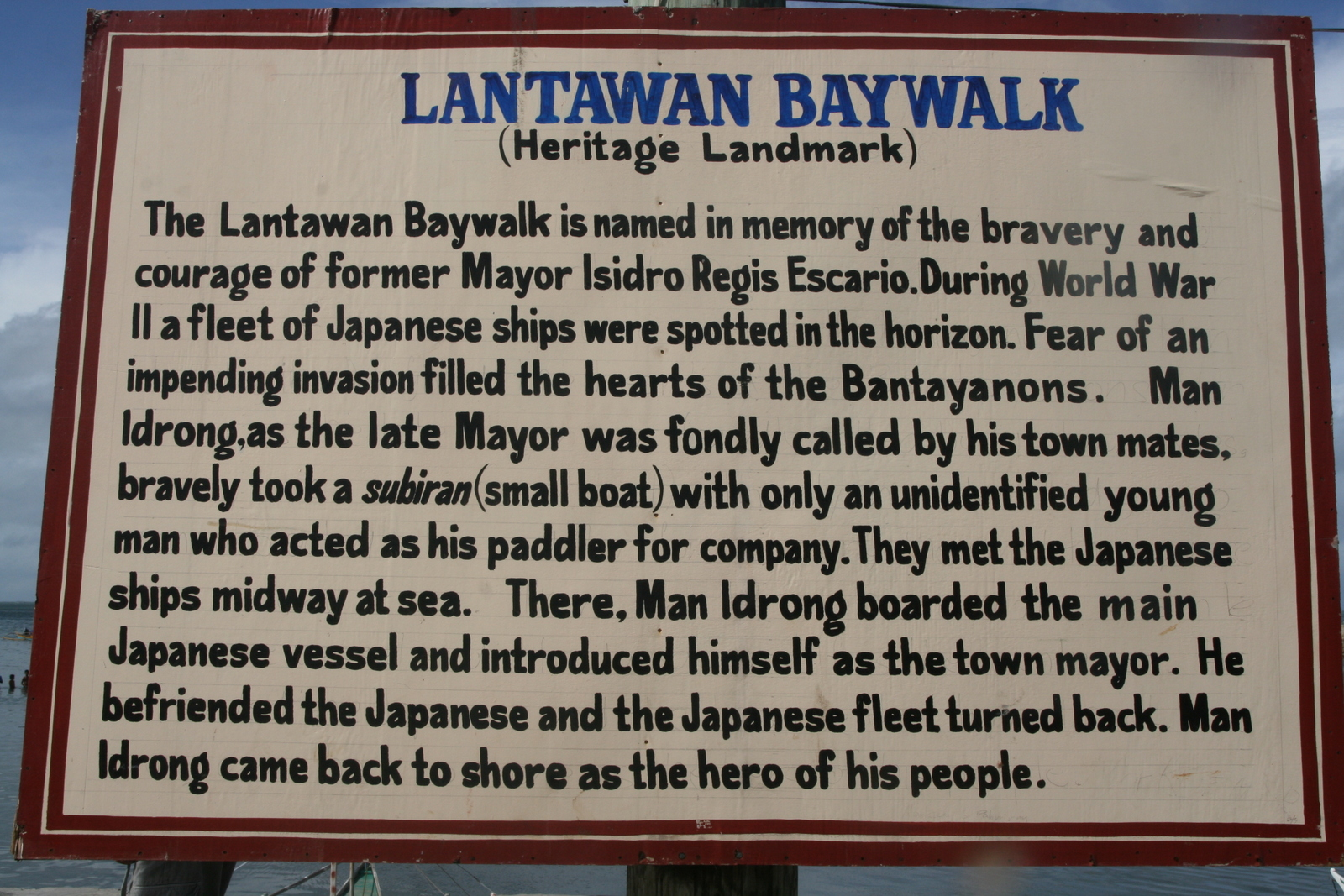
만 이드롱 명판 (태풍 욜란다로 소실)

### 독립 필리핀
그레고리오 자이드는 필리핀의 국가적 특성을 "대나무처럼 유연하여 바람에 부러지지 않고 휘어진다"고 묘사했다. 이는 당시 시장이던 이시도로 에스카리오의 전시 행동을 설명할 수 있는데, 그는 일본 전함 함대를 만나기 위해 직접 노를 저어 나갔고 그들과 협상을 벌였다. 반타얀은 침략당하지 않았고 전쟁은 기본적으로 그곳을 지나갔다.

## 경제

### 상업

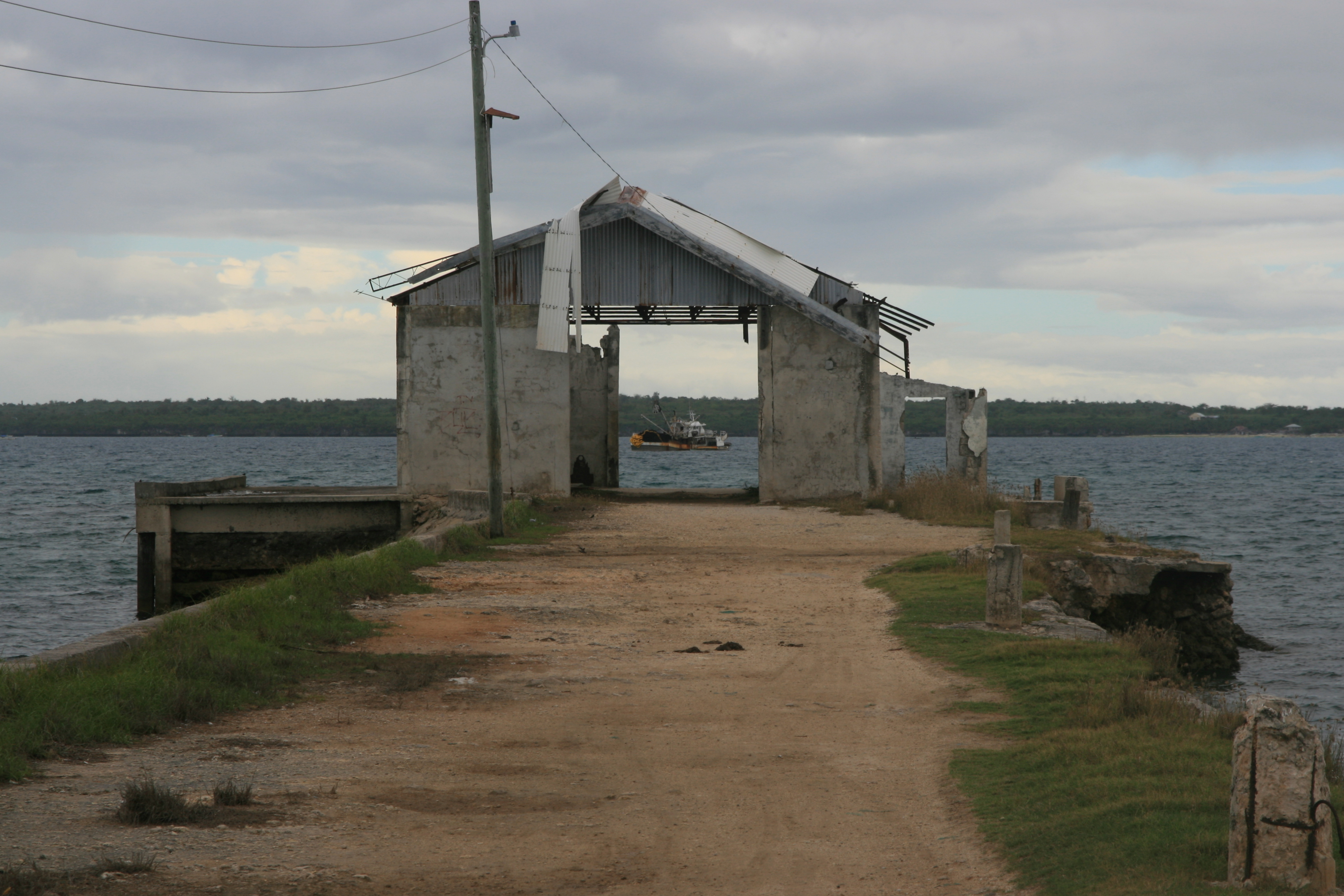
반타얀 바이갓 바랑가이의 펌프보트 선착장

반타얀 제도군은 세부주의 어장으로 간주되며, 매일 배에 실린 생선 – 기나모스 (염장 생선) 및 부와드 (건어물) –가 세부주와 네그로스섬으로 운송되어 소비되고 마닐라와 민다나오섬까지 추가로 유통된다. 수십만 개의 닭걀이 매일 생산되는 번성하는 양계 산업 또한 중요하다.
몇 년 전에는 가금류 사육이 주로 뒷마당에서 이루어졌다. 오늘날에는 대규모의 고도로 전문화된 산업으로 성장했다. 대규모 가금류 농장은 국도와 지선 도로 근처에 위치해 있다. 백만 마리 이상의 닭이 마당과 특별히 지어진 헛간에서 사육되며, 매일 오십만 개 이상의 달걀이 수확된다. 이 달걀들은 세부주, 마닐라, 민다나오섬, 그리고 비사야 제도의 다른 도시들로 수출된다. 이 산업은 코프라 제조, 야자술 채취, 그리고 어업과 함께 반타얀이 실업 문제를 해결하는 데 도움을 주었다.

### 교통
이 섬은 하그나야 (산레미히오)에서 산타페까지, 그리고 에스탄시아, 일로일로주와 사게이에서 반타얀 시 항구까지 페리 서비스를 통해 접근할 수 있다. 반타얀 공항은 주로 막탄 세부 국제공항에서 오는 전세 비행기의 비정기적인 운항을 처리한다.
물품은 반타얀 시 항구를 통해 운송된다. 바이갓에도 작은 펌프보트가 정박할 수 있는 작은 부두가 있다. 그러나 부두는 매우 노후화되어 2007년 이후로 어떤 선박도 처리하지 않았다.
섬 주변에는 세 개의 등대가 있다:
| ⛯ | 반티게 해변의 LS 반타얀               |
| ⛯ | 마드리데호스 코타 곶 해안의 LS 분타이 |
| ⛯ | 긴타칸섬 남동쪽 끝의 LS 긴타칸        |

## 사회

### 건강 관리
섬의 비교적 높은 인구와 관광지로서의 인기 증가를 고려하여, 100개‑병상 규모의 3차‑의료 병원 설립을 위한 법안이 이미 의회에 제출되었다. 가장 가까운 3차 의료 시설은 세부 시티에 있으며, 육로와 해로로 4시간이 걸린다. 보고에 있는 1단계 시설은 최소 1+1⁄2시간이 걸린다.

### 교육

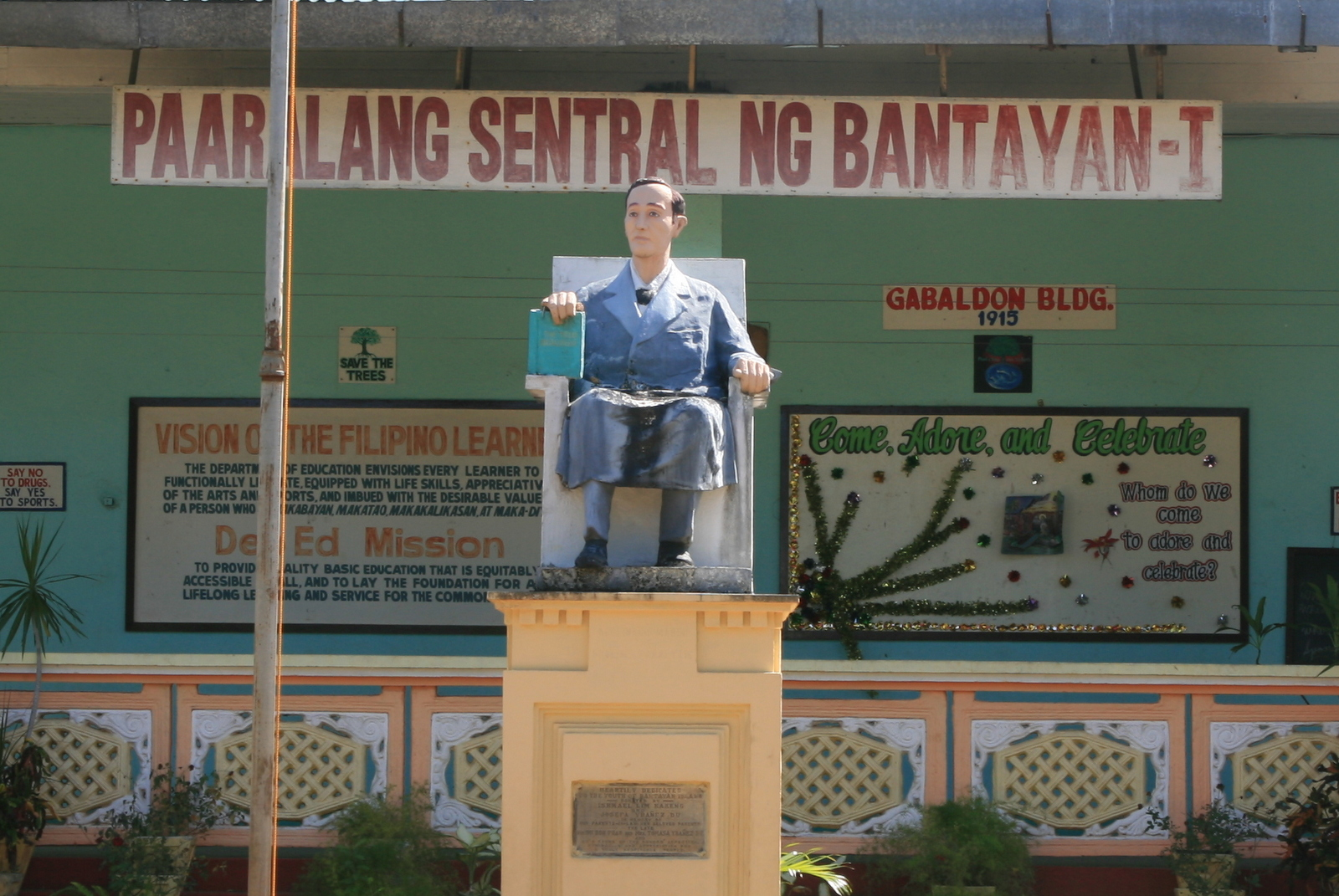
반타얀 중앙 초등학교 입구

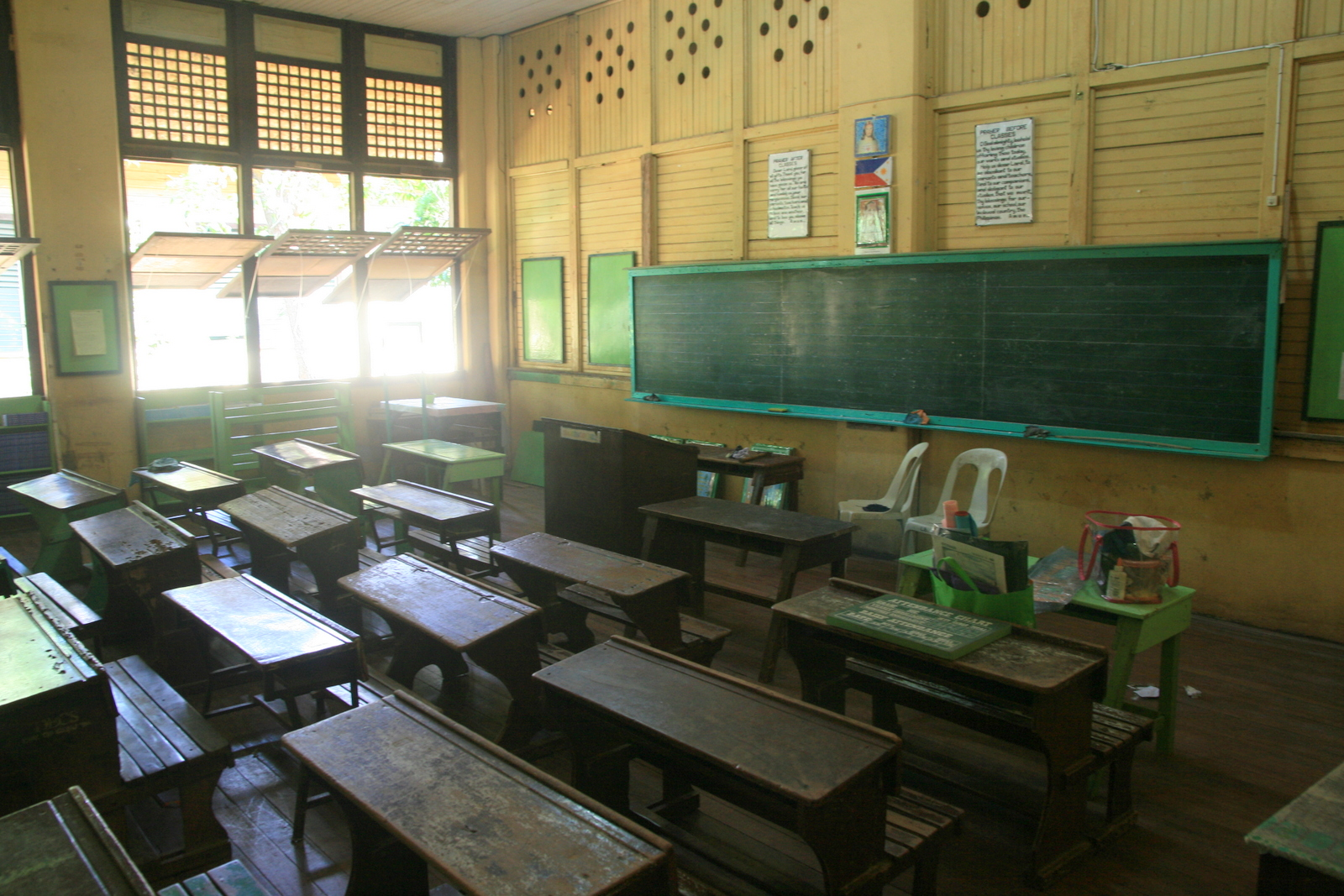
반타얀 중앙 초등학교 교실

반타얀의 첫 학교인 "가발돈 학교"는 1915년에 문을 열었다.
반타얀의 공립 고등학교는 반타얀, 산타페, 마드리데호스 지방 자치구와 둥 섬에 위치해 있다. 또한 반타얀 남부 연구소와 살라자르 대학과 같은 사립 고등학교 및 대학도 있다. 성 바울 아카데미(SPA)는 반타얀 지방 자치구에 있는 사립 고등학교이다.

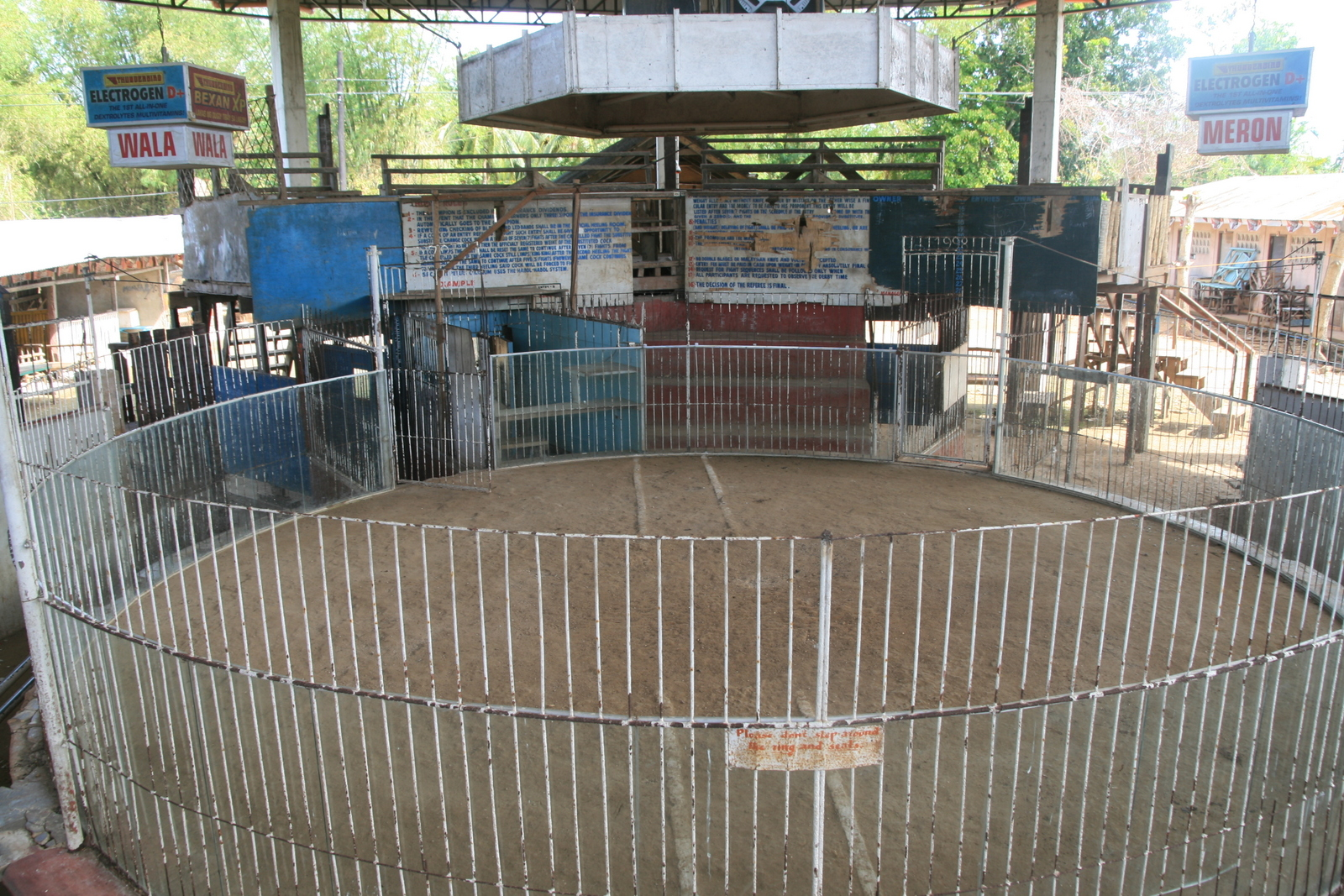
티카드 바랑가이 투계장

### 스포츠
필리핀 전역에서 흔히 그렇듯이, '스포츠'는 투계와 동의어이다. 승자뿐만 아니라 패자도 죽는다는 점에서 특이한 스포츠이다. 싸움의 결과에 큰 돈이 걸리며, 보통 1분도 채 걸리지 않는다. 섬에는 여러 스포츠 센터 (투계장)가 있다. 작은 푸록에는 야외 경기장만 있다.

### 주목할 만한 사건
- 1580년 – 아우구스티누스회는 라 아순시온 데 누에스트라 세뇨라 (성모 승천)의 후원 아래 반타얀 교구를 수도원으로 설립했는데, 이는 비사야 제도의 수도사 선교 기지이자 세부주 최초의 교구이며 한때 멕시코 대교구의 일부였던 멕시코 외곽에 여전히 존재하는 몇 안 되는 교구 중 하나이다.
- 1603년 – 아우구스티누스회는 교회 관리를 세속 성직자에게 넘겼다. 페드로 데 아르세 주교 시대에 다안 반타얀 (다안반타얀으로도 불림)과 북부 세부주에 위치한 인근 마을들이 이 교구의 관할 하에 놓였고,[p] 이어서 마리피피섬이 뒤따랐다.
- 1628년 – 가장 큰 모로족 공격이 발생했다. 빈타 함대가 공격하여 주로 힐링이가이, 현재 수바 바랑가이 출신의 원주민 800명 이상을 죽이거나 납치하고 교회를 불태웠다.[q] 후안 데 메디나는 신부와 몇몇 스페인 주민들이 방어하려 했지만 탄약이 바닥나자 도망쳐 숨어야 했다고 썼다.[41]
- 1754년 – 모로족의 습격으로 교회와 마을이 잿더미가 되었다.
- 1778년 – 산타페, 반타얀, 마드리데호스를 연결하는 옛 스페인 도로가 강제 노동으로 건설되었다.[m]
- 1790–1796년 – 흉작 후 심각한 기근. 옥수수 한 알도 구할 수 없었지만, 사람들은 아모르세코 (게 풀)로 연명했는데, 이는 그들의 니파 헛 벽에 계속 자랐다.[42][43]
- 1860년 – 최초의 카사 레알 (현재 시청)이 건설되었다.
- 1864년 – 1863년 교육 법령에 따라[44] 최초의 스페인 학교 (남학생용)가 사제의 직접적인 감독 하에 설립되어 종교 교육이 실시되었다.[45][46]
- 1880–1890년 – 천연두 전염병이 섬을 황폐화시켰다.
- 1894년 – 티카드 바리오 전체가 화재로 전소되었다. 기둥의 그루터기만 땅 위로 보일 수 있었다.
- 1902–1903년 – 콜레라 전염병.[r]
- 1905년 – 태풍.
- 1905년 – 반타얀에서 첫 지방 선거. 첫 "프레시덴테"로 임명되었던 그레고리오 에스카리오가 경쟁자를 근소한 차이로 누르고 당선되었다.
- 1906년 – 레온 비야크루시스가 소유한 첫 자전거가 반타얀에 왔다. 마닐라에서 수입되었다. 일본에서 수입된 첫 자전거는 마부가트 박사가 소유했다.[s]

얍 티코는 마닐라에 본사를 둔 중국계 무역 회사였다. 명목상 주요 사업은 쌀 수입이었지만, 보험 회사이자 일반 금융 대행사로서 1910년대와 1920년대 내내 많은 민사 소송에 휘말렸고, 그 중 일부는 예를 들어 리자라가 에르마노스 대 얍 티코 사건과 같이 판례를 설정했다.
}} 반타얀-세부 항로를 운항했다. 1912년 태풍으로 파괴될 때까지 반타얀으로 상품을 싣고 다녔다.
- 1912년 – 수백 명의 인명 피해와 가축 및 농작물 파괴를 초래한 태풍.[49]
- 1913년 – 현재의 반타얀-산타페 도로 건설 시작.
- 1915년 – 공법 1801호의 결과로,[t] 반타얀 중앙 학교 본관이 건설되었다.[51]
- 1918년 – 반타얀-마드리데호스 도로 건설 시작.
- 1923년 – 첫 자동차가 반타얀섬에 왔다 – 산타페의 카피탄 카시미로 바티안실라가 소유한 중고 닷지.
- 1924년 – 산타페, 반타얀, 마드리데호스를 연결하는 전체 도로 건설 프로젝트 종료.
- 1927년 – 시청 건물 내에 반타얀 우체국 개설.
- 1930년 – 콜레라 전염병.
- 1935년 – 맥주가 반타얀에 처음 유통되었다.
- 1961년 – 석유 탐사자들이 반타얀에 와서 파타오와 카박 어딘가에 첫 유정을 팠다.[52]
- 1968년 – 폭풍으로 수바 발루아르테의 유서 깊은 망루가 쓸려나갔다.[u]
- 1968년 – 산페드로 베이커리에서 시작된 화재로 17채의 가옥이 전소되고 한 명이 사망했다.
- 1973년 – 화재가 발생하여 수바의 거의 전체 구역이 파괴되었고, 전체 공공 시장이 불에 탔으며, 700가구 이상이 집을 잃었다.
- 1978년 – 이시도로 R. 에스카리오 사망. 그는 전쟁 기간을 제외하고 1937년부터 반타얀 시장이었다. 그의 장례 행렬과 조문에는 수천 명이 모였고, 사람들이 조문 장소에서 1킬로미터 떨어진 곳까지 줄을 서는 모습이 목격되었다.
- 1981년 – 대통령령으로 반타얀이 국립 보호 구역: 야생 지역으로 지정되었다.[8]
- 1997년 – 안토니오 일루스트리시모 사망 (1904년 반타얀 출생). 그는 아버지로부터 배운 에스크리마를 독자적으로 발전시킨 칼리 일루스트리시모의 대가였다.[54][55]
- 1999년 – 과적된 페리 MV 아시아 사우스 코리아호가 세부-일로일로 시 항로를 운항하다 반타얀섬 서쪽 약 8 해리 (15 km; 9 mi) 지점의 수중 암초에 부딪혀 거친 바다에 침몰하여 56명이 사망했다.[56][v]
- 2010년 – 리파이란섬이 토네이도에 강타당하여 판잣집 15채가 파괴되고 7채가 손상되었다.[57]
- 2013년 – 5등급 슈퍼 태풍 하이옌 (필리핀에서는 욜란다로 알려짐)이 섬 전체에 상당한 피해를 입혔지만, 인명 피해는 비교적 적었다.[w]

## 노트
1. ↑  섬들은 화자의 언어에 따라 여러 이름으로 불린다. 처음 표시된 이름은 NAMRIA 지형도에 나타난 이름이다.[2] 가장 작은 섬들 중 일부는 지도에 이름이 표시되어 있지 않다.
2. ↑  1978년 대통령 포고령 1801호에 의해 "필리핀 관광청의 관리 및 통제하에 있는 관광 구역 및 해양 보호 구역"으로 선언됨[3]
3. 1 2  BIWA의 총 면적 [11,244.5 ha (27,785.8 ac)]에는 고조선 아래의 해안 지역과 다른 섬들이 포함된다.
4. ↑  2001년 데이터[15]
5. ↑  길고 먹을 수 있는 덩이줄기와 가시덩굴이 있는 야생 참마
6. ↑  보홀
7. 1 2  리그 (legua)는 잘 정의되지 않았지만, 약 4 해리 (4.6 마일; 7.4 킬로미터) ± 5%였다
8. ↑   바랑가이는 여기에서 원래 의미인 큰 배를 뜻함
9. ↑   de Medina 1630 Blair & Robertson (1905w, 259–260쪽) (및 반타얀을 언급하지 않는 Blair & Robertson (1905x))에 영어로 전체 번역됨.
10. ↑  수그부 = 세부
11. ↑  재임 기간 1635년 6월 – 1644년 8월
12. ↑  1 골드 페소는 1 트로이 온스 (1.1 oz; 31.1 g)였으므로, 2022 가격으로 1 온스 트로이 골드는 약 $1970였고, 이는 조세가 약 $4.7 백만에 달한다는 것을 의미한다. 또한 Blair & Robertson 1903c, 177쪽 참조.
13. 1 2  공물 납부 외에도, 18세에서 50세 사이의 모든 필리핀 남성은 연간 40일 (1884년에는 15일로 단축) 동안 폴로라고 불리는 강제 노동을 해야 했다. 이는 도로 및 다리 건설, 공공 건물 및 교회 건설, 숲에서 목재 벌채, 조선소 작업, 스페인 군사 원정에 참여하는 등 다양한 형태로 이루어졌다. 폴로를 수행하는 사람은 폴리스타라고 불렸다.

프린시팔리아 구성원은 폴로에서 면제되었다. 또한 부유한 필리핀인은 강제 노동을 피하기 위해 팔라를 지불할 수 있었는데, 연간 약 7페소였다. 지역 관리들 (전현직 고베르나도르시요, 카베사스 데 바랑가이 등)과 교사들은 국가에 대한 봉사로 인해 법적으로 면제되었다. 따라서 강제 노동을 수행한 사람들은 지역 사회에서 사회적, 경제적, 정치적 명성이 없는 가난한 필리핀인들뿐이었다. 이는 스페인화된 필리핀인들의 마음속에 노동의 품위 없는 개념을 강화하는 데 기여했다. 노동은 평민의 상징이 되었다.
14. ↑  스페인 행정부에서는 각 푸에블로가 행정관 (나중에는 카피탄 무니시팔)의 지휘를 받았고, 테니엔테 마요르, 테니엔테 세군도, 테니엔테 테르세로, 테니엔테 델 바리오, 그리고 바랑가이장의 보좌를 받았다.
15. ↑  에밀리오 아기날도의 유사한 협력은 전쟁 후 그가 투옥되는 결과를 낳았다.
16. ↑  다안반타얀의 도시 계획은 반타얀섬 자체의 나비 모양을 다소 반영한다
17. ↑  "이에 따라, 지난 1600년에 그들은 폐하의 신민인 핀타도스 지방에 많은 배들로 함대를 이끌고 와서, 반타얀으로 알려진 지역에서 마을과 교회를 불태우고 많은 사람을 죽였으며, 800명 이상의 사람들을 포로로 잡았다"[40]
18. ↑  1902–1904년 콜레라 전염병으로 필리핀에서 20만 명이 사망했다.[47]
19. ↑  당시 마부가트 가족은 맘바카야오섬을 상당 부분 소유했다
20. ↑  원래 발의자인 아셈블리맨 이사우로 가발돈의 이름을 따서 대중적으로 가발돈 법으로 알려져 있다.[50]
21. ↑  폭풍의 눈은 1968년 11월 24일 자정경에 직접 통과했다. 이틀 후까지는 실제 1등급 태풍이 되지 않았다.[53]
태풍 니나 (세니앙)의 경로
22. ↑  MV 아시아 사우스 코리아MV 아시아 사우스 코리아(Bantayan Island)
23. ↑  태풍의 눈은 2013년 11월 7일 자정 무렵에 섬 위를 직접 통과했다. 당시 풍속은 160 노트 (300 km/h; 82 m/s; 180 mph)에 달했다.[58]
태풍 욜란다 (하이옌)의 경로